# Pedicularis pantlingii
Pedicularis pantlingii är en snyltrotsväxtart. Pedicularis pantlingii ingår i släktet spiror, och familjen snyltrotsväxter.

## Underarter
Arten delas in i följande underarter:
- P. p. brachycarpa
- P. p. chimiliensis
- P. p. pantlingii